# 平原镇 (德江县)
平原镇，是中华人民共和国贵州省铜仁市德江县下辖的一个乡镇级行政单位。
2013年7月26日，贵州省人民政府批复同意撤销平原土家族乡建制，设置平原镇，镇人民政府驻杉园社区。

## 行政区划
平原镇下辖以下地区：
杉园社区、上坝村、上堰村、东风村、河石村、红旗村、南坪村、十字村、龙塘村、坳田村、台头村、水车村、四合村、上竹村和下竹村。